# Aspidosperma quebracho-blanco
Il chebracio bianco (Aspidosperma quebracho-blanco Schltdl., 1861) è un albero della famiglia delle Apocinacee diffuso in Sud America.

## Distribuzione e habitat
Questa specie è endemica della regione del Gran Chaco, un'area geografica che include Bolivia, Brasile centro-occidentale, Paraguay, Uruguay e Argentina settentrionale.